# Diplotaxis incuria
Diplotaxis incuria är en skalbaggsart som beskrevs av Henry Clinton Fall 1932. Diplotaxis incuria ingår i släktet Diplotaxis och familjen Melolonthidae. Inga underarter finns listade i Catalogue of Life.